# Fritz Hunger
Linus Wilhelm Fritz Hunger (* 25. April 1906 in Berlin; † 12. August 1996 ebenda) war ein deutscher Professor für Geodäsie und Landesvermessung mit dem Hauptarbeitsgebiet Landesvermessung (Koordinaten im Allgemeinen und konforme Abbildung). Er war seit 1950 ordentliches Mitglied in der Deutschen Geodätischen Kommission (entpflichtet im Jahr 1974).

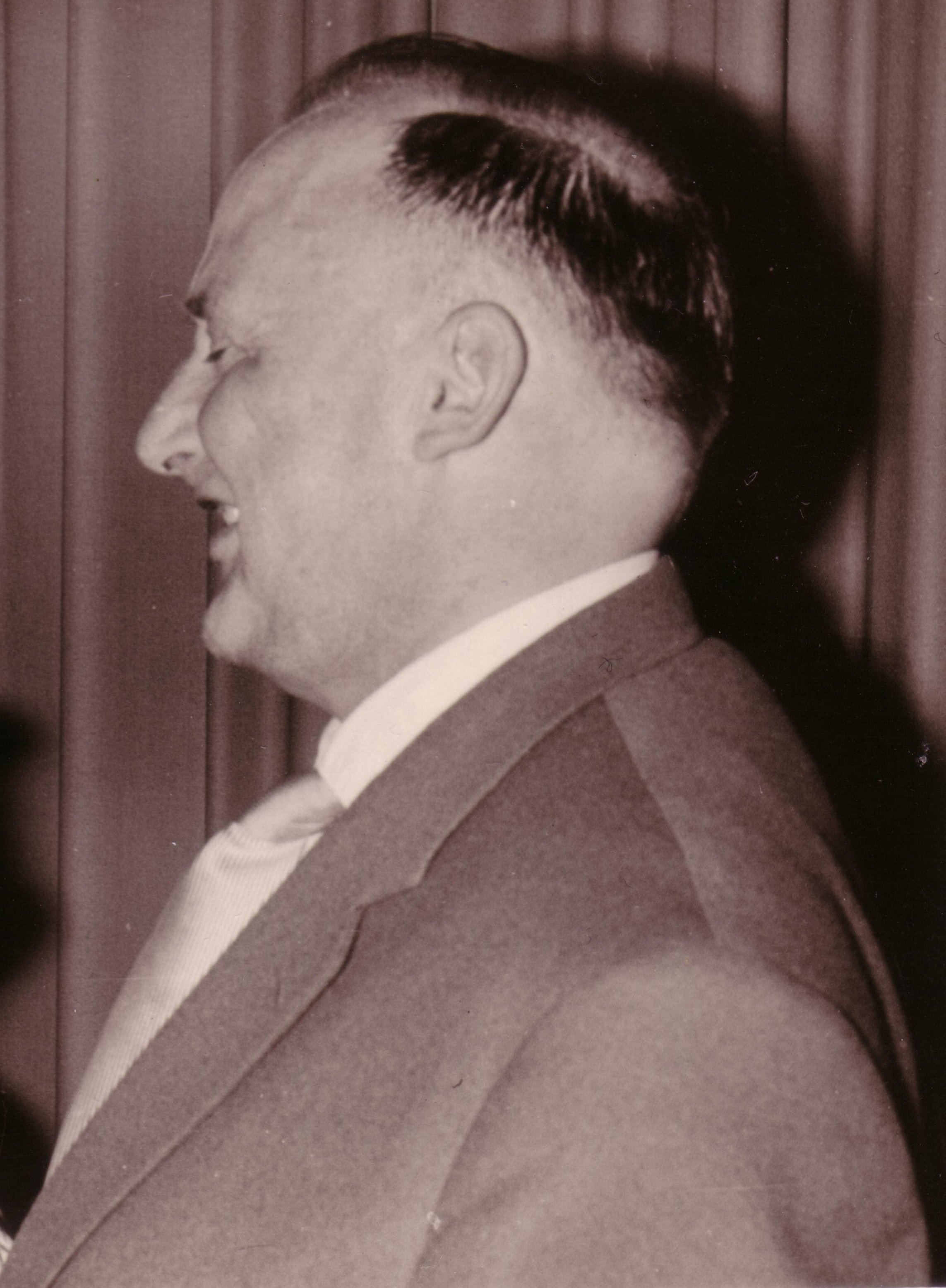
Prof. Hunger beim Geodätischen Sommerfest 1960 des DVW Landesvereins Berlin

## Leben und Wirken

### Ausbildung
Hunger nahm nach seinem 1924 in Potsdam abgelegten Abitur das Studium der Vermessungskunde an der Königlich Landwirtschaftlichen Hochschule Berlin bzw. ab 1927 an der Königlich Technischen Hochschule Charlottenburg (TH Berlin) auf. Im Anschluss absolvierte er von 1930 bis 1932 den Vorbereitungsdienst für Katasterlandmesser bei der Preußischen Katasterverwaltung und schloss diesen mit der Fachprüfung als Katasterlandmesser ab.

### Berufliche Stationen
Ab 1932 arbeitete er als Assistent am Institut für Vermessungskunde der TH Berlin und legte dort im Jahr 1935 die Prüfung als Diplom-Ingenieur ab. Von 1936 bis 1943 arbeitete er in verschiedenen Positionen in der Vermessungsverwaltung. Seine Promotion zum Dr.-Ing. legte er 1942 an der TH Berlin mit einer Dissertation zum Thema „Beitrag zur konformen Abbildung von Großräumen in der Geodäsie“ ab. Im Jahr 1943 wurde er zur Wehrmacht eingezogen und geriet im Krieg in Kriegsgefangenschaft, aus der er 1947 entlassen wurde.
Ab 1947 war er als Oberingenieur wieder tätig am Institut für Vermessungskunde der Technischen Universität (TU) Berlin, wo er schon ein Jahr später zum ordentlichen Professor für das Lehrgebiet „Geodäsie und Landesvermessung“ berufen wurde. Schon seit 1946 und bis 1949 organisierte er einen fachlich-wissenschaftlichen Anlaufpunkt für auf dem Gebiet der Vermessung Tätigen im Nachkriegs-Berlin. Ab 1947 initiierte er monatliche geodätische Kolloquien an der Universität.
Seit 1950 bis 1974 war er Direktor des Instituts für Vermessungskunde (ab 1967 Geodätisches Institut) an der Technischen Universität Berlin. Hunger wurde an der TU Berlin im Jahr 1974 emeritiert.

### Wissenschaftliche Schwerpunkte
Schwerpunkte seiner Tätigkeit waren:
- Lichtinterferenzen als Hilfsmittel bei geodätischen Längenvermessungen
- Übertragung von Gauß-Krüger-Koordinaten in das System des benachbarten Meridianstreifens
- Ebene konforme und formtreue Abbildung eines geodätischen Strahlenbüschels

### Hunger und das Soldner-Koordinatensystem Müggelberg in Berlin (West)
Ein Gutachten von Hunger für den Senat von Berlin (West) zeigte im Jahr 1953 auf, dass die Weiternutzung des Soldner-Koordinatensystems Müggelberg für das Stadtgebiet Berlins günstiger ist als die Benutzung von Gauß-Krüger-Koordinaten, da Berlin im Grenzbereich der IV. und V. Gauß-Krüger-Systeme liegt. Man hätte es daher immer mit deutlichen Längen- und Flächenverzerrungen zu tun gehabt. Die streng mathematisch auch bei Soldnersystemen notwendigen Strecken- und Richtungsreduktionen können hier aber wegen geringer Größenordnung bei Detailvermessungen vernachlässigt werden (bei Strecken parallel zum Meridian am westlichsten Punkt Berlins in etwa 15 mm/km). Hunger sprach sich auch aus ökonomischer Sicht gegen einen Bezugssystemwechsel aus.
Erst gut 60 Jahre später, im Jahr 2015, erfolgte für Berlin der Wechsel des Soldner-Koordinatensystems zum System ETRS89.

### Mitgliedschaften
Neben der Angehörigkeit zur Deutschen Geodätischen Kommission war Hunger Mitglied des Deutschen Vereins für Vermessungswesen (DVW) und der Deutschen Gesellschaft für Photogrammetrie und Fernerkundung (DGPF). 
Von 1953 bis 1968 war Hunger stellvertretender Vorsitzender des DVW-Landesvereins. Am 25. September 1974 wurde er vom DVW, dem er lange Jahre in verschiedenen Funktionen gedient hatte, zum Ehrenmitglied ernannt. Für den DVW hatte Hunger u. a. einen Katalog der damals an der TU Berlin befindlichen DVW-Bibliothek verfasst.

## Veröffentlichungen
Hunger hat eine Reihe von Veröffentlichungen in Fachzeitschriften publiziert. Für den DVW hat er die Vereinsgeschichte von 1918 bis 1950 niedergeschrieben („Geschichte des Deutschen Vereins für Vermessungswesen (DVW)“, Teil II. 1918/19 – 1945/50. Sonderheft 23 der Zeitschrift für Vermessungswesen, Wittwer-Verlag, Stuttgart 1985).